# Eninnu

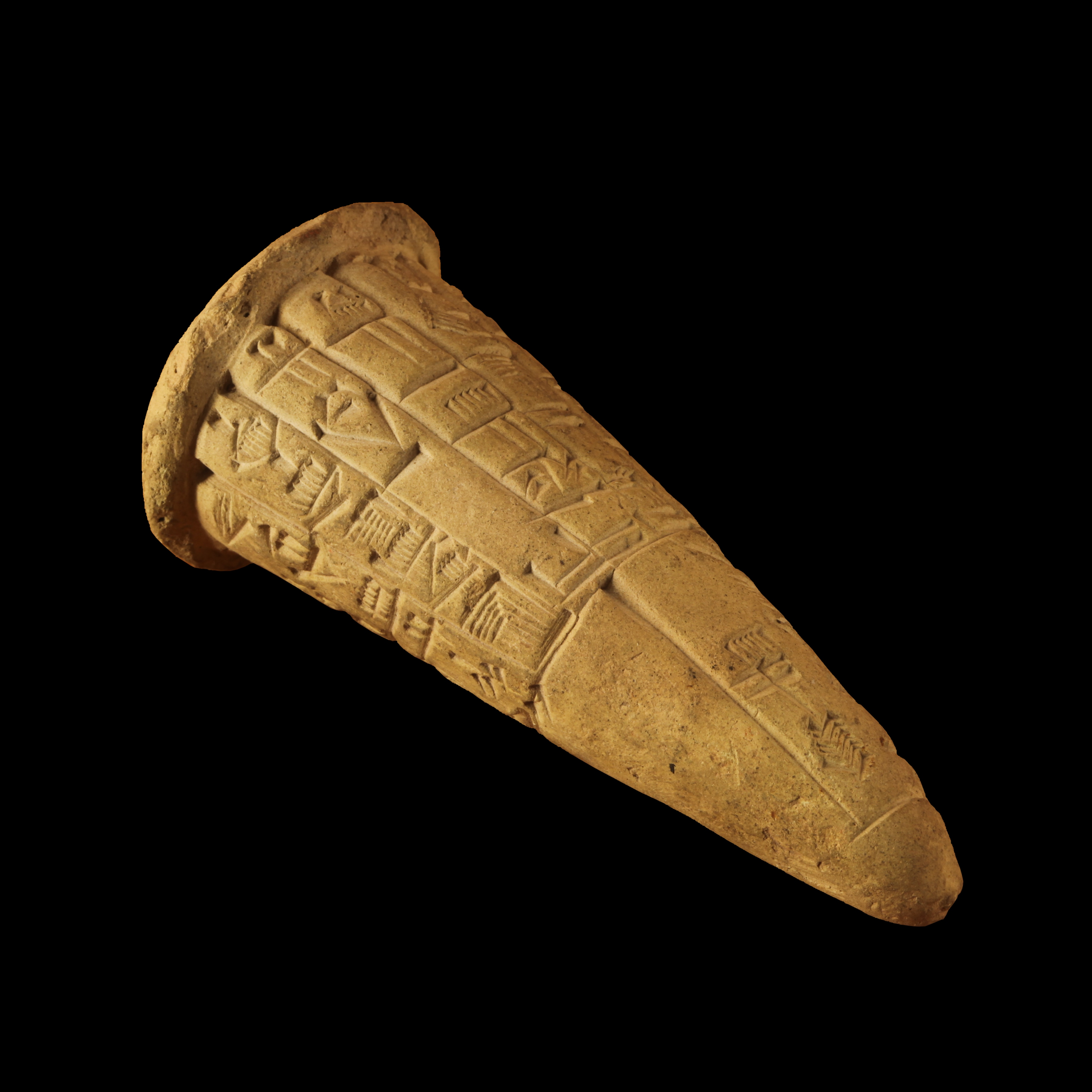
Clou de fondation de l'Eninnu

L'Eninnu ou En-innu était le temple principal de Girsu. Il était dédié au dieu Ningirsu. Il fut restauré plusieurs fois notamment par Goudéa vers le XXII-XXIe av. J-C ou la troisième dynastie d'Ur. Cela témoigne du fait que le contrôle de ce temple et son entretien avait une importance politique et religieuse majeure dans l'ancienne Mésopotamie.